# Ocampo (Michoacán)
Ocampo è una municipalità dello stato di Michoacán, nel Messico centrale, il cui capoluogo è la località omonima.
La municipalità conta 22.628 abitanti (2010) e ha un'estensione di 145,71 km².
Il nome della località è dedicato a Melchor Ocampo, politico messicano.